# Reyeov sindrom
Reyeov sindrom je teško oštećenje jetre i mozga s visokom smrtnošću. Karakterizira ga pojava masne jetre i encefalopatija (oštećenje mozga) u djece do 15 godina starosti.
Sindrom je nazvan po dr. R. Douglas Reye, koji je zajedno sa svojim suradnicima dr. Graeme Morgan i dr. Jim Baral, prvi objavio studiju sindroma 1963.g. u časopisu The Lancet.

## Uzrok
Uzrok bolesti nije poznat. Navode se toksični agensi, salicilati (aspirin!) i virusi.

## Klinička slika
Bolest počinje znacima respiratorne infekcije, s upornim povraćanjem i razvojem stupora (poremećaj svijesti), opće zbunjenosti i kome.

## Dijagnoza
Postavlja se na osnovu anamneze, pregleda, ultrazvuka - jetra je uvećana s karakterističnim histološkim promijenama. U laboratorijskim testovima dominira povećana aktivnost transaminaza u serumu, snižena razina šećera u krvi, povišenje amonijaka u serumu i metabolička acidoza.

## Liječenje
Sastoji se od davanja infuzija glukoze i svježe zamrznute plazme, i u mjerama za suzbijanje edema mozga (infuzije manitola).
Bolest je vrlo ozbiljna, a smrtnost dostiže 50%.